# Slobozia (gmina Cordăreni)
Slobozia – wieś w Rumunii, w okręgu Botoszany, w gminie Cordăreni. W 2011 roku liczyła 356 mieszkańców.